# Troy (Idaho)
Troy – miasto w Stanach Zjednoczonych, w stanie Idaho, w hrabstwie Latah.